# Eloy Alfaro
José Eloy Alfaro Delgado (ur. 25 czerwca 1842 w Montecristi, zm. 28 stycznia 1912 w Quito) – ekwadorski generał i polityk, prezydent Ekwadoru w latach 1895–1901 i 1906–1911.
Alfaro był przywódcą liberalnego stronnictwa w ekwadorskiej wojnie domowej lat 1895-1896. Po objęciu władzy ustanowił w Ekwadorze rozdział państwa od Kościoła, zakładał szkoły świeckie, wprowadził śluby cywilne, wykonał też pewne gesty w kierunku ekwadorskich Indian. Za jego prezydentury ukończono także budowę kolei z Quito do Guayaquil.
Został zamordowany 28 stycznia 1912 r. w Quito, prawdopodobnie z inspiracji Leonidasa Plazy.
Wizerunek Alfaro znajduje się na wyemitowanej w 2000 roku ekwadorskiej obiegowej monecie o nominale 50 centavo.
W 2005 r. w plebiscycie telewizji Ecuavisa został wybrany najwybitniejszym Ekwadorczykiem wszech czasów.